# Lines of Action
Lines of Action est un jeu de stratégie combinatoire abstrait pour deux joueurs inventé par Claude Soucie. Les règles ont été présentées en 1969 mais la première édition date de 1988.

## Histoire
Lines of Action a commencé à avoir une diffusion plus large lors de sa publication dans le livre de Sid Sackson, A Gamut of Games. Cependant, si le jeu a connu un certain engouement en Amérique du Nord, il n'en est pas de même en Europe où il est encore largement méconnu.
Ces dernières années, non seulement le jeu des meilleurs joueurs humains s'est nettement amélioré, mais simultanément d'excellents programmes d'ordinateurs ont vu le jour. Le niveau de jeu continue à s'améliorer tant chez les humains que chez les ordinateurs, mais pour l'instant, le meilleur joueur au monde est le programme « MIA »(Archive.org • Wikiwix • Archive.is • Google • Que faire ?). MIA a pris la première place lors des 8e, 9e et 11e olympiades d'ordinateurs.
Claude Soucie, le créateur de LOA, est mort alors que son jeu commençait à intéresser de nombreux joueurs. Certains points de règles très précis ont été normalisés sans le concours de son créateur. Sid Sackson était très proche de Claude Soucie et dans toutes les situations qui ont pu donner lieu à débat, la position de Sid Sackson est généralement acceptée comme bien fondée.

## Règles

### Mise en place
Lines of Action se joue sur un échiquier standard. On utilise la même notation algébrique qu'au jeu d'échecs pour les lignes et les colonnes.
Chaque joueur contrôle 12 pions qui sont placées au départ comme sur le schéma ci-dessous :

### But du jeu
Le but du jeu pour chacun des joueurs est de parvenir à connecter ensemble toutes ses pièces. Les connexions peuvent se faire dans les 8 directions, donc par un côté ou par un angle.

### Règles de déplacement et de capture
- Les joueurs jouent à tour de rôle. le Noir commence.
- Les pions peuvent se déplacer horizontalement, verticalement ou en diagonale.
- Un pion[1] se déplace d'exactement autant de cases qu'il y a de pions- amie ou adverse - sur la ligne où elle se déplace.
- Un pion peut passer au-dessus d'un pion de son camp, mais pas au-dessus d'un pion adverse.
- Un pion peut terminer son mouvement sur une case occupée par un pion adverse, celui-ci est alors capturé et retiré du jeu.

### Quelques explications
Noir commence donc.
Il décide, par exemple, d'ouvrir avec un mouvement c8-c6.
Le pion descend de deux cases car il y a deux pions sur la ligne (c8-c1) le long de laquelle il se déplace.
Un pion ne peut pas sauter par-dessus le pion adverse.
Ainsi, dans le schéma ci-dessous, Blanc ne peut pas jouer a6-d6, bien qu'il y ait 3 pions dans la 6e rangée.
Par contre, Blanc peut jouer a6-c4, se déplaçant de deux cases car il y a deux pions sur la diagonale (a6-f1) le long de laquelle Blanc se déplace.
Un pion peut sauter par-dessus des pions amis.
Ainsi, Noir peut continuer avec e8-b5, sautant sa propre pion.
Noir se déplace de trois cases car il y a trois pions sur la diagonale (a4-e8) le long de laquelle il se déplace.
Un pion peut atterrir sur une case occupée par un pion adverse. La pièce adverse est alors capturée et retirée du jeu.
Par exemple, Blanc peut jouer h3-f1, capturant le pion noire en f1.
Le but du jeu n'est pas la capture des pièces adverses. Un joueur qui n'aurait plus qu'un pion gagnerait la partie puisque toutes ses pièces seraient alors par définition réunies.
Si à la suite d'une capture, chacun des deux joueurs se retrouve simultanément avec l'ensemble de ses pièces connectées, alors soit c'est le joueur qui a effectué la capture qui est le vainqueur, soit il y a égalité, selon les règles adoptées par les organisateurs du tournoi.

### Connexion simultanée
Dans la première édition de 1969 de A Gamut of Games, les connexions simultanées étaient considérées comme une partie nulle. Dans la seconde édition, les règles ont été modifiées et il est dit que c'est le joueur qui vient de jouer qui est le vainqueur. En préface de la seconde édition, Sid Sackson indique que c'est à la demande de Claude Soucie qu'il a éliminé la possibilité de partie nulle.
Cependant, en dépit de l'intention exprimée de l'auteur, la plupart des tournois annoncent que la connexion simultanée sera traitée comme une partie nulle.
Dans le schéma ci-dessous, Blanc pourrait se déplacer et capturer en h8-f6, ce qui aurait comme résultat pour les deux joueurs de relier la totalité de leurs pièces. Cependant si les règles du tournoi déclarent qu'il s'agit d'une nulle et non d'une victoire de Blanc, celui-ci aura meilleur parti de jouer plutôt g5-g8 qui gagne sans contestation.

## Stratégie
Le jeu peut devenir tout à fait tactique en phase d'ouverture où les pions des deux côtés sont très mobiles. La profondeur stratégique du jeu, cependant, consiste largement à parvenir à des situations de blocage ou de limitation des possibilités de l'adversaire. Il peut être très avantageux de bloquer une ou plusieurs pions adverses contre le bord du tablier en se déplaçant le long de la deuxième rangée ou colonne.
Avoir plus de pions est généralement un avantage, parce qu'elles peuvent limiter les options de l'adversaire en formant un barrage ensemble. Cependant, le nombre de pions n'est pas si important, car moins on en a, moins on en a à réunir.

### Une partie d'exemple
Les schémas au-dessus étaient surtout pour illustrer les règles, mais ils ne montrent pas forcément une très belle partie.
Les schémas ci-dessous sont plus proches d'une partie entre experts.
Noir commence par b1-b3.
Le pion se déplace de deux cases car il y a deux pions sur la ligne : b1 et b8.
Ce mouvement n'offre à Blanc aucune possibilité de capture. Au contraire, il limite les possibilités de Blanc en le coinçant sur la colonne A.
Blanc joue h4-f2.
Le pion se déplace de deux cases car il y a deux pions sur la diagonale : h4 and e1.
Blanc limite les possibilités de Noir sur la rangée du bas.
Noir joue d1:a4, sautant par-dessus sa propre pion (ce qui est autorisé) et capturant le pion blanche en a4.
Noir s'est déplacé de trois cases puisqu'il a avait trois pions sur la diagonale : a4, b3, and d1.
Il n'est pas évident de savoir si la capture est avantageuse ou non.
Noir possède maintenant un pion de plus mais le mouvement n'aboutit pas à un blocage de Blanc ni à la constitution d'un groupe central pour Noir.
Habituellement, les captures rapides sur les bords ne sont pas véritablement intéressantes alors que les captures au centre sont souvent très bonnes.
Blanc joue h2-e2, continuant à bloquer la première rangée.
Le pion se déplace de trois cases, sautant par-dessus un pion amie.
Bien que Blanc ait commencé en second, il semble déjà avoir l'avantage car il a su limiter les possibilités de Noir sur sa première ligne. Blanc jouera ensuite probablement a2-d2, continuant à construire son mur de barrage et forçant le pion noire en d1 à sortir par un côté si elle veut rejoindre le reste des pièces de son camp. Noir peut essayer de s'en sortir en jouant e1-c3, mais cela n'empêchera pas Blanc de capturer avec a5:c3.

## Un peu de tactique
Sur la figure ci-dessous, c'est à Noir de jouer. Blanc menace de gagner en deux tours :
- a2-c2
- c2-e2

Que peut faire Noir ?
Le mouvement b4-d2 aiderait Blanc. Sur la rangée on trouverait maintenant trois fiches, ce qui permettrait à Blanc de jouer a2-d2 et de gagner.
En déplaçant b3-c2, dans le but de bloquer la ligne horizontale 2 à Blanc, on lui offre la possibilité de jouer a2:d5, ce qu'il ne pouvait pas faire auparavant.
En déplaçant b4-b2, Noir bloquerait la route de la ligne 2 sans ouvrir la diagonale. Mais alors, Blanc répondrait c5-b4, en menaçant de gagner ensuite avec a2-a3. Et Noir ne disposerait d'aucun mouvement gagnant.
[Ce mouvement b4-b2 est il possible alors qu'il y a 3 pions dans la ligne 2?]
Le lecteur peut essayer d'autres options pour Noir. En pratiquant, on peut essayer de nouvelles stratégies et on découvre fréquemment des coups surprenants.

### Exemple de partie gagnée
Dans le schéma ci-dessous, Blanc vient de déplacer la pièce qui termine son regroupement. Il fallait encore deux tours à Noir pour réunir les siennes.

## Zen l'initié
Le jeu Zen l'initié (DJ Games) est basé sur les mêmes principes que LOA : déplacement et but du jeu sont identiques. Le tablier fait 11x11 cases et le placement des pièces au départ est différent. Une autre différence est l'existence d'une pièce neutre, rouge, qui peut être déplacée ou capturée par les deux joueurs. Si elle est sur le jeu, elle doit appartenir au regroupement pour gagner.
Zen l'initié a été primé au Festival des jeux de Cannes en 1997.
À la demande de la veuve de Claude Soucie, les auteurs ont ajouté son nom sur la boîte.